# Almudévar
Almudévar – gmina w Hiszpanii, w prowincji Huesca, w Aragonii, o powierzchni 201,49 km². W 2011 roku gmina liczyła 2519 mieszkańców.